# Nagyhalász
Nagyhalász – miasto na Węgrzech w komitacie Szabolcs-Szatmár-Bereg. Ludność: 5586 mieszkańców (styczeń 2011). Jego powierzchnia wynosi 44,31 km², a gęstość zaludnienia 126,07 os. na 1 km².